# The Best of: Volume 1
Pour les articles homonymes, voir Best of.
 (octobre 2018).
Si vous disposez d'ouvrages ou d'articles de référence ou si vous connaissez des sites web de qualité traitant du thème abordé ici, merci de compléter l'article en donnant les références utiles à sa vérifiabilité et en les liant à la section « Notes et références ».
Albums de Silverchair
Neon Ballroom
(1999) Live from Faraway Stables
(2003)
The Best Of Vol.1 est le premier best of du groupe australien Silverchair, sorti en 2000 pour conclure avec leur premier label Murmur.

## Liste des titres
| No  | Titre                                  | Durée |
| --- | -------------------------------------- | ----- |
| 1.  | Anthem for the Year 2000 (Remix)       |       |
| 2.  | Freak (Freak Show)                     |       |
| 3.  | Ana's Song (Open Fire) (Neon Ballroom) |       |
| 4.  | Emotion Sickness (Neon Ballroom)       |       |
| 5.  | Israël's Son (Frogstomp)               |       |
| 6.  | Tomorrow (Frogstomp)                   |       |
| 7.  | Cemetery (Freak Show)                  |       |
| 8.  | The Door (Freak Show)                  |       |
| 9.  | Miss You Love (Neon Ballroom)          |       |
| 10. | Abuse Me (Freak Show)                  |       |
| 11. | Pure Massacre (Frogstomp)              |       |